# پسربچه گتوی ورشو
پسر بچهٔ گتوی ورشو یک عکس چاپی معروف است که در یک گتوی یهودیان در ورشو، لهستان ثبت شده. در این تصویر پسربچه‌ای در کنار زنان و کودکان دیگری دستانشان را بالای سر برده‌اند و سربازی نازی به سویشان نشانه رفته‌است. این تصویر یکی از صحنه‌های نمادین و مشهور د  ارتباط با هولوکاست می‌باشد. هیچ‌یک از افراد در عکس به جز سرباز مسلح شناسایی نشده‌اند و از سرانجام کارشان اطلاعات کمی وجود دارد. 
همچنین عکسبردار تصویر ناشناس مانده‌است، هرچند برخی منابع از فرانز کونارد، به عنوان عکاس احتمالی یاد می‌کنند. این عکس معروف توسط مجله تایم به عنوان یکی از ۱۰۰ عکس تاثیرگذار تاریخ معرفی شده‌است. سربازی که تفنگ خود را به سوی پسربچه نشانه رفته، یوزف بلوش است.